# Tissu éponge
Pour les articles homonymes, voir Éponge (homonymie).

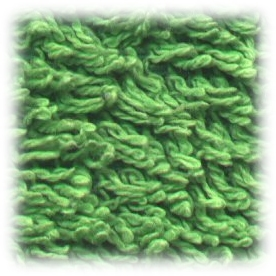
Tissu éponge après divers lavages.

Un tissu éponge est un tissu appelé ainsi à cause de sa capacité à absorber une grande quantité d’eau ou de liquide quelconque.

## Utilisations
Il est utilisé pour la fabrication des linges de toilette comme les serviettes et tenues de bain, essuie-mains, ainsi que l’habillement infantile et sportif (bandeau) ou linges de nettoyage ménager.

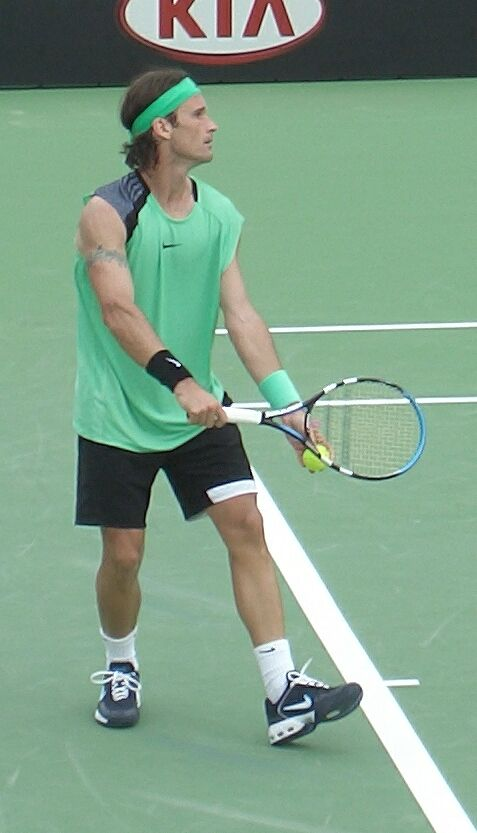
Usage du bandeau éponge chez les sportifs

## Fabrication

Schéma de formation des bouclettes : simple et double.

Il se fabrique en utilisant deux fils de chaîne et un fil de trame : le premier fil de chaîne, dit fond constitue l'ossature du textile, le second appelé effet ou de bouclette forme une superficie bouclée. La chaîne de fond est travaillée avec une plus grande tension que celle de bouclette, qui avec l’utilisation de fils (généralement de coton) à torsion douce donne au tissu le pouvoir de retenir beaucoup d’eau.
Le tissu peut être de type simple ou double selon que les bouclettes sont présentes sur une ou deux faces du tissu. Le plus utilisé est le type double pour sa qualité d’absorption maximale d’eau. Dans le cas des chiffons utilisés pour le nettoyage, les fibres sont normalement synthétiques.